# Gymnesische Inseln
Die Gymnesischen Inseln oder auch Gymnesianen (katalanisch Illes Gimnèsies [ʒimˈnɛziəs] oder Illes Gimnèsiques; spanisch Islas Gimnesias [ximˈne̞siäs]) sind eine Inselgruppe der Balearen, bestehend aus Mallorca, Menorca und Cabrera sowie zahlreichen kleineren und unbewohnten Felseninseln. Dauerhaft bewohnt sind nur die Inseln Mallorca, Menorca und Cabrera.
Die Gymnesischen Inseln umfassen rund 86,9 Prozent der Gesamtfläche mit rund 85,4 Prozent der Einwohner der Balearen.

## Geologie
Die rund 150 Inseln der Balearischen Inselgruppe entstanden gemeinsam vor rund 100 Millionen Jahren während der so genannten alpidischen Gebirgsbildung. Diese ist auch für viele andere mächtige Faltengebirge in Europa wie die Alpen oder das andalusische Faltengebirge verantwortlich. Letzteres bildete zusammen mit den heutigen Balearischen Inseln ein Gebirgsmassiv, das Jahrmillionen später durch einen tiefen Meeresgraben in das spanische Festland und die Inselgruppe getrennt wurde.

## Etymologie
„Gymnesisch“ (aus dem Altgriechischen γυμνήτες gymnetes) bedeutet ‚nackt‘. Die Alten Griechen rekrutierten die Bewohner dieser Inseln, die Talayoten, als Schleuderer. Nach Ansicht einiger Forscher bedeutet dies allerdings nicht, dass sie nackt kämpften, jedoch dass sie eine viel leichtere Bewaffnung verwendeten als die Hopliten.

## Verwaltung
Die Gymnesischen Inseln bilden einen Teil der Autonomen Gemeinschaft Illes Balears (Balearische Inseln), die alle Balearen administrativ vereint.

## Sprache
Wie auf allen Balearischen Inseln wird auch dort als Sprache der Einheimischen Katalanisch gesprochen.